# 博蒙拉费里耶尔
博蒙拉费里耶尔（法語：Beaumont-la-Ferrière，法語發音：[bomɔ̃ la fɛʁjɛʁ]）是法国涅夫勒省的一个市镇，属于卢瓦尔河畔科讷库尔区。

## 地理
博蒙拉费里耶尔（47°11'24"N, 3°13'34"E）面积28.13 平方千米，位于法国勃艮第-弗朗什-孔泰大區涅夫勒省，该省份为法国中部省份，北至约讷省，西北接卢瓦雷省，西接谢尔省，南至阿列省，东南接索恩-卢瓦尔省，东临科多尔省。
与博蒙拉费里耶尔接壤的市镇（或旧市镇、城区）包括：涅夫勒河畔栋皮埃尔、涅夫勒河畔拉塞勒、米尔兰、普瓦瑟、普雷姆里、圣欧班莱福日、锡尚。

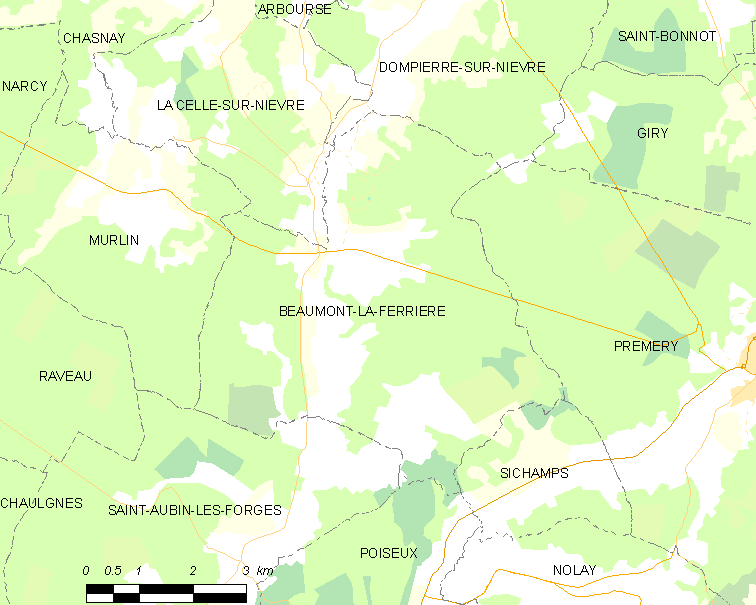
博蒙拉费里耶尔的OSM定位图

博蒙拉费里耶尔的时区为UTC+01:00、UTC+02:00（夏令时）。

## 行政
博蒙拉费里耶尔的邮政编码为58700，INSEE市镇编码为58027。

## 政治
博蒙拉费里耶尔所属的省级选区为卢瓦尔河畔拉沙里泰县。

## 人口

1962-2008年间博蒙拉费里耶尔人口变化图示

博蒙拉费里耶尔于2022年1月1日时的人口数量为119人。